# Рогатка бородавчаста
Рогатка бородавчаста (Myoxocephalus verrucosus ) — вид скорпеноподібних риб родини Бабцеві (Cottidae).

## Поширення
Вид поширений на півночі  Тихого океану.